# 森と湖畔の公園
森と湖畔の公園（もりとこはんのこうえん）は、愛媛県四国中央市の飼谷池の湖畔にある都市公園（近隣公園）である。

## 概要

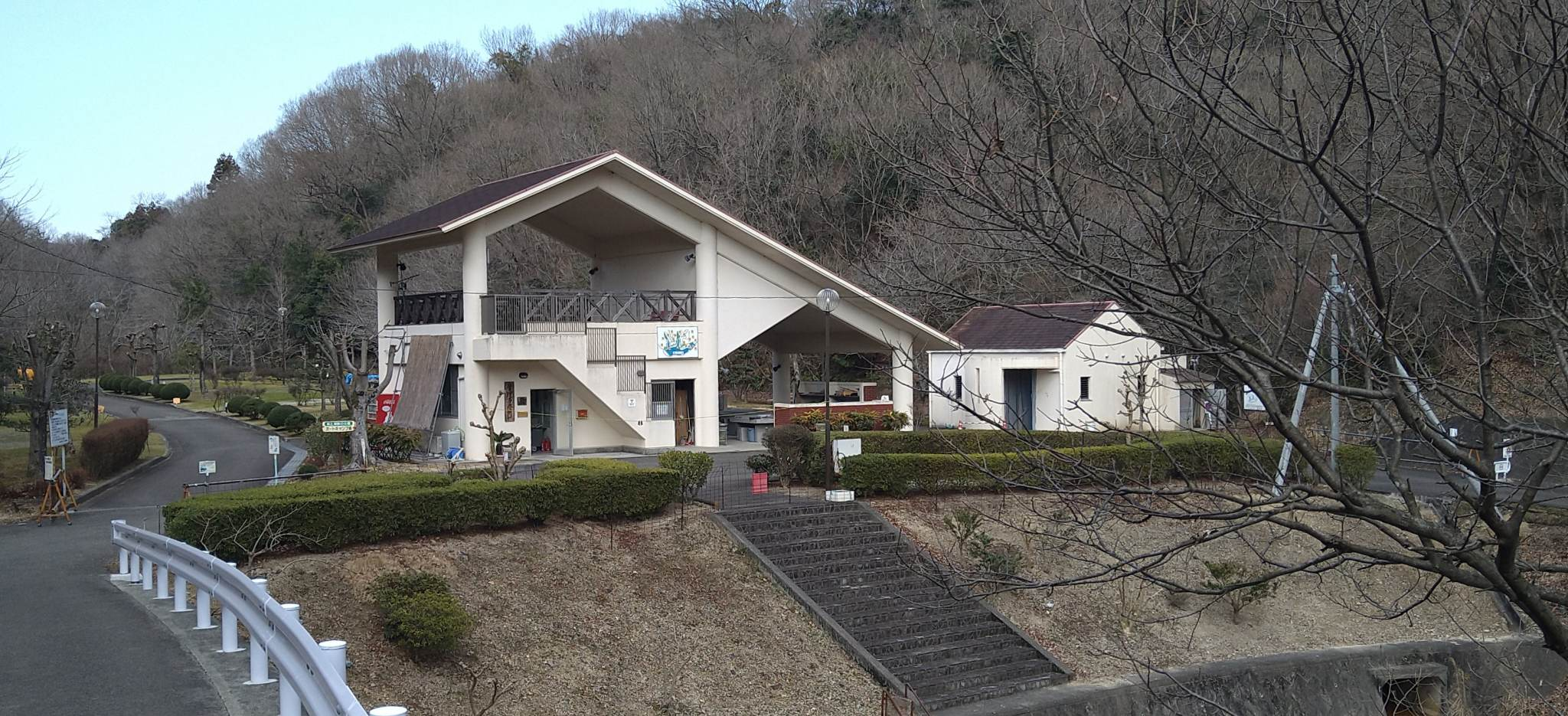
オートキャンプ場

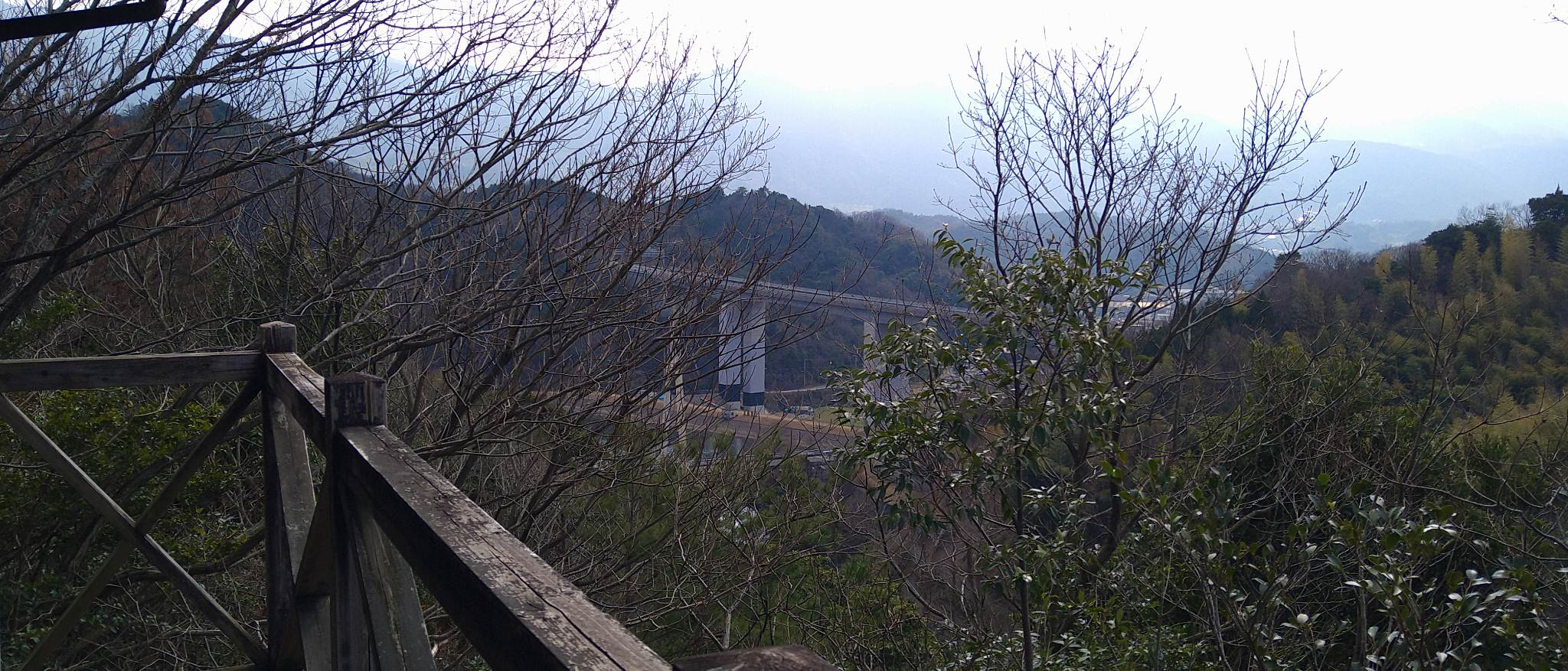
西の展望台より

オートキャンプ場、中央広場、菖蒲園、原っぱ広場、炭舗装遊歩道などがある。

## アクセス
- 松山自動車道三島川之江インターチェンジから国道11号川之江三島バイパスと国道192号で徳島方面へ、森と湖畔の公園の案内板を左折後約1km。
- JR四国川之江駅からせとうちバス七田行きで15分、長途路下車、徒歩15分。

## 付近の観光スポット
- 三角寺（四国八十八箇所霊場の第六十五番札所）
- 翠波高原
- 霧の森
- 霧の高原
- 塩塚高原